# Hugh Sinclair
Sir Hugh Francis Paget Sinclair, KCB (* 18. August 1873 in Southampton; † 4. November 1939 in London), genannt Quex Sinclair und kurz bezeichnet mit dem Decknamen „C“, war Chef des britischen Nachrichtendienstes Secret Intelligence Service (SIS), auch bekannt als MI6, und Admiral der Royal Navy.

## Leben
Hugh Sinclair wurde als Sohn von Frederick Sinclair und seiner Ehefrau Agnes May geboren und trat bereits 1886 im Alter von nur dreizehn Jahren in die Royal Navy ein. In seinen frühen Jahren dort arbeitete er an Torpedos. Zu Beginn des Ersten Weltkriegs, nun 45 Jahre alt, wurde er stellvertretender Direktor der Mobilisierungsabteilung des Admiralitätskriegsstabes. Ab 1916 befehligte er für ein Jahr den Schlachtkreuzer Renown, bevor er 1917 zum Stabschef der Battle Cruiser Force befördert wurde. Im Jahr 1919 wechselte er zum Marine-Nachrichtendienst und wurde dessen Direktor mit der Aufgabe, den neuen Geheimdienst zu gründen: die Government Code and Cypher School (G.C. & C.S., deutsch etwa „Staatliche Code- und Chiffrenschule“), Vorläuferin der heutigen Government Communications Headquarters (GCHQ).
Im Jahr 1920 wurde er zum Rear Admiral (Konteradmiral) befördert und zum Chef des SIS ernannt. Stewart Menzies war dort sein Stellvertreter.
Im Jahr 1929 erhielt er die Beförderung zum Vice Admiral. Ein Jahr später ging er in den Ruhestand und wurde zugleich zum Admiral befördert. Im Jahr 1935 erhielt er die Ernennung zum Knight Commander of the Bath (KCB). Auch in seinem letzten Lebensjahrzehnt behielt er großen Einfluss auf Regierungsmitglieder, insbesondere auch auf den britischen Premierminister Neville Chamberlain und Außenminister Lord Halifax während der Zeit des Münchner Abkommens im Herbst 1938.
Admiral Sir Hugh Sinclair wurde 66 Jahre alt.